# Christophe Jaquet
Christophe Jaquet (Fribourg, 2 april 1976) is een Zwitsers voormalig voetballer die speelde als verdediger.

## Carrière
Jaquet maakte zijn profdebuut in 1994 bij FC Fribourg en speelde er tot in 1997. Hij vertrok op het eind van het seizoen naar Yverdon-Sport waar hij speelde tot in 2000. Van 2000 tot 2004 speelde hij voor Servette Genève, nadien ging hij terug naar Yverdon-Sport. Hij speelde daarna nog voor Neuchâtel Xamax en FC Fribourg. Hij stopte voor een tijdje en speelde nog kort voor FC La Tour/Le Pâquier.
Hij speelde drie interlands voor Zwitserland waarin hij niet kon scoren.